# Franz Bernhard Weißhaar
Franz Bernhard Weißhaar (* 10. Oktober 1933 in Augsburg) ist ein deutscher Theologe und emeritierter Professor der Akademie der Bildenden Künste München.

## Leben
Nach dem Abitur am Gymnasium bei St. Stephan in Augsburg studierte Weißhaar Philosophie an der gleichnamigen Philosophischen Hochschule (1952–1954) und katholische Theologie an der Ludwig-Maximilians-Universität München (1954–1958). Von 1958 bis 1963 studierte er Malerei – als Gast auch in der Metallklasse – an der Akademie der Bildenden Künste München. 1963 und 1965 absolvierte er die Staatsprüfungen für das Lehramt an Gymnasien. Von 1965 bis 1978 war er Kunsterzieher an Gymnasien in Augsburg, Münnerstadt und München. Von 1953 bis 1970 war er Konventsmitglied der Benediktinerabtei St. Stephan in Augsburg.
1978 erhielt er einen Ruf auf den Lehrstuhls für Christliche Kunst – Farbliches und räumliches Gestalten insbes. an Kulträumen an der Akademie der Bildenden Künste in München. Gegen die Berufung, die vom damaligen Kultusminister Hans Maier ausging, gab es im Vorfeld erheblichen Widerstand des Professorenkollegiums, des Deutschen Künstlerbundes, vertreten durch dessen Vorsitzenden Otto Herbert Hajek, und der Studenten der Münchener Kunstakademie. Dabei wurde die fachliche Eignung Weißhaars infrage gestellt. 2000 wurde Weißhaar emeritiert.

## Werkauswahl
- Augsburg, Berufsbildungswerk St. Elisabeth, Hauskirche, Planung der Ausstattung, 16 Farbglasfenster, teilw. Mitarb. v. Studierenden der Akademie der Bildenden Künste München [AdBKM] 1981/82
- Augsburg, Dominikanerinnenkloster St. Ursula, Schwesternkapelle, Planung der Neugestaltung, 1996/97
- Augsburg, Domkirche, Rahmungsfeld des romanischen Prophetenfensters ‚Jona’, 1983; Metallurkunde für Turm (Süd) 1999
- Augsburg-Haunstetten, St. Pius, Brettkreuz zur Karfreitagsprozession, 1966; Passions- und Osterfenster (Westfront), Mitarb. v. Roman Harasymiw [AdBKM] 1986–1988; Pfingstfenster, Mitarb. v. Herbert Schmid, Esther Zellmer [AdBKM] 1995–1997
- Augsburg-Oberhausen, Kinderzentrum der Kath. Jugendfürsorge, Hauskapelle, Ausstattung, Altarwandfenster 1985
- Augsburg, Abteikirche St. Stephan, Gestaltung des kriegszerstörten Kirchenraumes, 1965/67, Orgelprospekt; Stab für Abt Emmeram OSB, 1991
- Autenried, Pfarrkirche St. Stephan, Chorraumgestaltung, Altar, Ambo und Details der Ausstattung, 2005
- Bad-Hindelang – Oberjoch, Klinik Santa Maria, Hauskirche, Altarbereich, 11 Farbglasfenster, 1968/70
- Bonstetten bei Augsburg, Pfarrkirche St. Stephan (Erweiterungsbau), Ausstattung, Deckenmalerei, Mitarb. v. Roman Harasymiw, Silvia Nagacevschi, Eugen Kellermeier [AdBKM], 1982
- Denklingen, ‚Osteraufkirch’ Zum Heiligen Stephanus, Ausstattung des nach Kriegsschaden wieder geschlossenen Kirchenraumes, Ausstattung, 1969
- Dirnaich, Filialkirche St. Martin, Neugestaltung, Mitarb. v. S. Nagacevschi, Helmut Ulrich [AdBKM], 1983/85
- Dürrlauingen, Nikolausheim, Hauskirche, Ausstattung, 1968/69
- Eurishofen, Pfarrei Waal, Filialkirche St. Dionysius Areopagita, Betreuung der Innenrenovierung, Pläne: Volksaltar, Ambo, Chorgestühl, 1983/84
- Faulenbach, Filialkirche St. Max, Planung der Innengestaltung, 1992
- Freising, Pfarrkirche St. Lantpert, Modell für figürliche Wandmalerei 1984/85. – Ausführung ‚Verkündigung’ 1988, Apsis 1991, Nordwand 1998–99 Mitarb. v. Andrea Frank, Annegret Hoch, S. Nagacevschi, Susanne Oehl, Herbert Schmid, Christopher Vogl [AdBKM],
- Friedberg, Wallfahrtskirche Herrgottsruh, Chorraumdisposition nach altem Plan: Altar für historisches Antependium, Volksaltar, Ambo, 2003
- Gangkofen, Pfarrkirche Mariae Himmelfahrt, Modell für Zelebrationsaltar, Ambo, Chorgestühlergänzung, 1984/86, Orgelprospekt 1992
- Garmisch, Alt-St. Martin, Orgelprospekt, 1996–1999
- Großkitzighofen, Pfarrkirche St. Stephan, Modell für Volksaltar und Ambo, 1984. – Rekonstruktion und Erweiterung des barocken Orgelprospektes, 1985
- Heiligenstadt, Wallfahrts- und Friedhofskirche, Pfarrei Gangkofen, Planung Gitter, Ambo, Hl. Grabaltar, 1979/80, 1984
- Hügelshart, Filialkirche St. Nikolaus, Innengestaltung, Altar ecc., Mitarb. v. S. Nagacevschi, [AdBKM], 1992–1994
- Huysburg, Sachsen-Anhalt, Romanischer Saal der Klosterburg, Farbfassungskonzept: ‚Rekonstruktion nach Befund’. 2008
- Inchenhofen, Pfarr- und Wallfahrtskirche St. Leonhard, Modelle und Werkpläne für Volksaltar, Ambo, Sedilien, ergänzende Ausstattung, 1996–2000
- Jengen, Pfarrkirche St. Martin, Planung Volksaltar, Ambo, 1996–1997
- Jerusalem, Hagia Maria Sion, Beratung, Planung: liturgische Orte, Chorgestühl, 2004
- Kempten, Pfarrkirche St. Ulrich, Beratung, Zeltprojekt, Gesamt-Konzeption mit Architekt M. Weber, Kempten; Planung liturgischer Orte, Gestühl, Integration Kreuzweg, 2006
- Landsberg am Lech, Evang.-luth. Christuskirche, Osterleuchter, 1986; Lesepult, 1988; Altarkredenz und Gestaltung der Taufkapelle 1988 (bei Pfarrerwechsel verändert); Kanzelausstattung 1996/97 – Brunnen im Vorhof 1991
- Landsberg am Lech, Heilig-Kreuz-Kirche, Gittertoranlage, 2004; Volksaltar, Ambo 2008
- Landsberg am Lech, Stadtpfarrkirche Mariae Himmelfahrt, Künstlerische Ltg. der Innenkonservierung, Volksaltarzone, 1982, Beratung 2006–2009
- Lechmühlen, Denkmal für Johann Baptist Baader an dessen Geburtsort, 2017
- Legau, Pfarrkirche St. Gordian und Epimachus, Planung, Baultg. der Renovierung, Volksaltar, Ambo, Altarwandgemälde, Mitarb. v. S. Nagacevschi, Roman Harasymiw [AdBKM], 1986
- Martinszell, Pfarrkirche St. Peter und Paul, Planung, Baultg. der Renovierung, Pläne zu Altar, Ambo, Tabernakel, Chorgestühl, Sedilien, Maßwerk der Chorfenster, Mitarb. v. S. Nagacevschi [AdBKM], 1990
- Mühlheim a.d.D., Pfarrkirche St. Maria Magdalena, Künstl. Ltg. der Innenkonservierung: Pläne Altar, Ambo, Taufstein, Tabernakel, Sedilien, Gnadenbildaltar u. a. ab 1999
- München, Filialkirche Königin der Martyrer, Planung und Verwirklichung der Innengestaltung mit Studenten der Akademie der Bildenden Künste, München, 1997
- München, Kommunität Venio OSB, Hauskapelle, Planung: Konservierung, Sedilien, Beleuchtung, 2007
- Neuburg a.d.Donau, Studienkirche, ehem. Ursulinenkirche, Zelebrationsaltar, Ambo, Leuchter, 1990
- Neustadt a.d.Donau, Pfarrkirche St. Laurentius, Innenraumkonservierung, Planung mit Architekt P. Fischer/Neustadt: Altäre, Ambo, Disposition der Ausstattung, 5 kl. Farbfenster, Vorgaben zum Orgelprospekt, Entwurf der Schleierbretter, 2006–2009
- Niederraunau, Pfarrkirche Hlgst. Dreifaltigkeit, Neudisposition, Planung Altar, Tabernakel, Ambo ec. 2006
- Oberigling, Pfarrkirche St. Peter und Paul, Altar, Ambo, 1987
- Oberstaufen/Allgäu, Pfarrkirche St. Peter und Paul, Künstlerische Ltg: Außen- und Innenrenovierung/Konservierung, Chorraumgestaltung, Malereien, Farbglasfenster, Mitarb. v. Martin Gensbaur [AdBKM], 1976/84
- Obertrennbach, Pfarrkirche St. Vitus, Teil-Konservierung mit Architekt Plinninger/Gangkofen, Entwürfe für Altar, Ambo, Öltabernakel, Mitarb. v. S. Nagacevschi [AdBKM], 2005
- Oberwaldbach, Pfarrkirche Maria Immaculata, Renovierung und Neugestaltung, 1973–1977, Festschrift
- Ottmaring, Pfarrkirche St. Michael, Erweiterungsbau, Farbfensterzyklus als selbständige Studienarbeit von Studierenden der AdBKM: S. Nagacevschi, Helmut Ulrich, Roman Harasymiw, 1987
- Pullach bei München, Evangelische Pfarrkirche St. Jakob, Farbglasfenster, 1981/82
- Sandau, Filialkirche St. Benedikt, unweit Landsberg a. L., Bauleitung und Planung zur Neuausstattung, Farbglasfenster in Langhaus und Chor, Mitarb. v. R. Harasyymiv, Helmut Ulrich [AdBKM], 1985
- Scheidegg, Fachklinik Prinzregent Luitpold, Planung und Umbau der ehem. Liegehalle zur Hauskapelle ‚Zum guten Hirten‘, 1996–1998
- Schmiechen, Wallfahrtskirche Maria Kappl, Pläne, Modelle: Volksaltar, Lesepult, Leuchter, 2003
- Schongau, Stadtpfarrkirche Mariae Himmelfahrt, Plan zu Wiedereinbringung des romanischen Altares, Ambo, Standleuchter 1996–1997
- Schwabach, Stadtkirche St. Johannes und St. Martinus, Farbglasfenster über dem Nordportal: ‚Gleichnis vom Barmherzigen Samariter‘,1981/82
- Seemannshausen bei Gangkofen Ndb., Magdalenenkapelle, Planung Innengestaltung, Wandmalerei: S. Nagacevschi [AdBKM], 1990
- St. Magdalena/Villnöss, Italien, St. Johann in Ranui, Konservierung: Decken- und Fassadenmalerei, Mitarb. v. Roger Kausch [AdBKM], 1979
- St. Ottilien, Abteikirche, Leitg: Innenrenovierung, Konzepte und Detailplanung mittels Modell, Sibyllen- und Prophetenzyklus, Marienaltar (mit S. Oehl [AdBKM]), Kreuzwegkapelle (mit S. Nagacevschi [AdBKM]), Pläne: Emporen, Orgelprospekt u. a., 1992–1994,
- Teisbach, Pfarrkirche St. Vitus, Raumkonzept in Zusammenarbeit mit Architekt Plinninger/Gangkofen, Neugestaltung der liturgischen Orte, Altar und Ausstattung, 2005
- Trier, Abteikirche St. Matthias, Baukünstlerische Beratung, Entwürfe für Neuordnung von Apostelgrab, Hauptaltar, Mönchschorgestühl, Taufe seit 1998 – verwirklicht: Pläne für Bronzeverschluss am Matthiasschrein, Chorgestühl, 2000–2008
- Türkenfeld, Pfarrkirche Mariae Himmelfahrt, Altarraum-Neuplanung: Altar, Ambo, Sedilien, 2007
- Unterbernbach, Pfarrkirche St. Martin, Leitung der Konservierung, Planung: Volksaltar, Ambo, Kredenz, 1980
- Unterliezheim im Landkreis Dillingen an der Donau, Pfarrkirche St. Leonhard, Zelebrationsaltar, Ambo, Osterleuchter, 1990
- Unterthürheim, Pfarrkirche Maria Hilf, Planung, Bauleitung der Renovierung, Pläne zu Altar, Ambo, Seitenaltäre, Leuchter, Sedilien, 1992
- Waal, Pfarrkirche St. Anna, Künstl. Ltg. der Konservierung, Volksaltar, Ambo, weitere Ausstattung, 1978/82
- Weicht bei Buchloe, Pfarrkirche St. Vitus, Künstl. Ltg. der Außen- und Innenrenovierung, Planung: Volksaltar, weitere Objekte, 1975/83
- Weinhausen bei Buchloe, Dorfkirche Zur Heiligen Felicitas und ihren sieben Söhnen, Neugestaltung mit 5 Chorfenstern, Mitarb. Thomas Wiedemann [AdBKM] 1966/68, Orgelprospekt 1996, Betreuung der Konservierung 1997–98
- Wies, Wallfahrtskirche zum Gegeißelten Heiland, Pläne für Volksaltar, Ambo und Sedilien, 1996–1999, Osterleuchter, Kredenz, 2001

## Metallarbeiten
- Eichstätt, für Bischof Karl Braun, 1987, Stab (Ausführung Fa. U. Dochtermann, Augsburg)
- Landsberg am Lech, Heilig-Kreuz-Kirche, Gedenkplatte für P. Rupert Mayer S.J., 1985
- Eichstätt, für Bischof Walter Mixa: Stab (Ausführung Fa. H. Bock, Beilngries) – Ring, Kreuz und Petschaften (Ausführung Fa. U. Dochtermann, Augsburg), 1996
- Fischach, Pfarrkirche St. Michael, Entwürfe der Inschriften und Embleme für 4 Glocken, Wachsmodelle 1:1, 2000
- Heiligenstadt bei Gangkofen, Wallfahrtskirche St. Salvator, Pläne für Prozessionskreuz, 1997, Osterleuchter 1999
- Wies, Wallfahrtskirche, Bruderschaft zum Gegeißelten Heiland in der Wies, Prozessionskreuz, 1988; Evangeliar, Gravuren eigenhändig, weitere Ausführung Fa. U. Dochtermann, Augsburg, 1992 – Bruderschafts-Medaille, 2003, Bruderschaftsstäbe, Entwurf, Pläne, 1996–97.

## Heraldische Studien und Entwurfsarbeiten

Bischofswappen von Bertram Meier nach dem Entwurf von Franz Bernhard Weißhaar

- Abt Ambros Rueß OSB, Schäftlarn, Wappen 1963; Entwurf: Kreuz, Ring, 1991
- Abt Albert Maria Brettner OSB, Augsburg St. Stephan, Wappen 1970
- Abt Otmar Kranz OSB, Schäftlarn, Wappen 1973
- Abt Emmeram Kränkl OSB, Augsburg, Wappen 1987; Stab, Kreuz, Ring 1988
- Erzbischof Karl Braun, Eichstätt, Wappen 1987; Entwurf: Stab und Ring, (später Erzbischof von Bamberg)
- Weihbischof Josef Grünwald, Augsburg, Wappen 1995
- Bischof Walter Mixa, Eichstätt, Wappen 1996; Entwurf: Stab, Kreuz, Ringe; 2005 Augsburg, Portalwappenergänzung
- Weihbischof Anton Losinger, Augsburg, Wappen 2000
- Erzabt Jeremias Schröder OSB, St. Ottilien, Wappen 2000
- Gemeinde Fuchstal, Wappen 2000
- Erzabt Theodor Hogg OSB, Beuron, Wappen 2001
- VG Eresing-Finning-Windach, Wappenkoordinierung, 2008
- Bischof Bertram Meier, Augsburg, Wappen 2020
- Pfarrsiegel für Waal: St. Anna; Weicht: St. Vitus; Legau: St. Gordian und Epimachus; Inchenhofen: St. Leonhard; Sainbach: St. Nikolaus; Landsberg: Hl. Engel.

## Veröffentlichungen (Auswahl)
- Kunsterziehung in der Kollegstufe. In: Die Anregung. Zeitschrift für Gymnasialpädagogik, Jg. 22, H. 2/1976, S. 111–112.
- Signa. Arbeiten an Kulturräumen, Planskizzen, Zeichnungen. Franz Bernhard Weißhaar. Katalog zur Ausstellung im Rathaus Münnerstadt 14. bis 22. Juli 1979. Schunk, Bad Königshofen 1979
- Benediktinerstift St. Stephan, Augsburg. Schnell und Steiner Kunstführer, Nr. 182. 2. neubearb. Aufl., Schnell und Steiner, München und Zürich 1976
- Kunstwerke im liturgischen Raum heute: Vortrag anlässlich des Jahrestreffens der Confoederatio Ottiliensis am 18. Mai 1996 in St. Ottilien. St. Ottilien, 1996
- Liturgie und Bilder: Streit um missverstandene Positionen. In: Uta Schedler (Hrsg.): Kunst und Kirche. Rasch, Osnabrück 2002 (Kulturregion Osnabrück; 19), S. 163–170. ISBN 3-935326-50-5
- Weisung – Kündung – Botschaft. Propheten, Sibillen und Evangelisten im Steinboden der Abteikirche von St. Ottilien. EOS-Klosterverlag, St. Ottilien 1998
- Pfarrkirche Sankt Lantpert in Freising-Lerchenfeld: die Botschaft ihrer Bilder. Hrsg.: Pfarrei St. Lantpert, Freising-Lerchenfeld, 1999
- zusammen mit Heide Weißhaar-Kiem: Die neue Gittertoranlage in der Heilig-Kreuz-Kirche in Landsberg am Lech, Stadtpfarrei Mariä Himmelfahrt, Landsberg 2004
- In medio ecclesiae': Wiedererrichtung und Neuweihe des stauferzeitlichen Fünfsäulenaltars inmitten der Stadtpfarrkirche. In: Die Stadtpfarrkirche Mariae Himmelfahrt in Schongau. Historischer Verein Schongau Stadt und Land e. V., Schongau 2003. (Der Welf; 7.2003). S. 421–427.
- Wir sind hier in der Wahrheit Schatten: Installationen von Studenten der Klasse von Professor Franz Bernhard Weißhaar, Akademie der Bildenden Künste München in der Kirche St. Michael Garmisch/Burgrain. Selbstverlag des Hrsg., München 2000
- Sankt-Dionysius vom Areopag: die Pfarrkirche von Eurishofen. Kirchenverwaltung Eurishofen, Eurishofen 1991.
- Die Orgel der Stadtpfarrkirche Mariae Himmelfahrt in Landsberg. Kath. Stadtpfarramt Mariae Himmelfahrt, Landsberg 1983
- Die Pfarrkirche in Oberwaldbach Maria-Immaculata: Festgabe zur Altarweihe am 30. April 1977. Kath. Pfarramt, Obwaldbach 1977
- Pfarrkirche Petrus und Paulus Oberigling: Der neue Volksaltar (Brief v. 2. Oktober 1987); Pfarrkirche Petrus und Paulus Oberigling: Die Geschichte der Kirche (Vortrag am 1. November 1987). Abgedruckt in den Iglinger Pfarrbriefen, Winter 1987 und Sommer 1988.